# Gulhakar
Gulhakar (Geothlypis) är ett släkte med fåglar i familjen skogssångare inom ordningen tättingar som förekommer i Nord- och Sydamerika. Släktet omfattar 14 arter:
- Sorgskogssångare (G. philadelphia)
- Gråhuvad skogssångare (G. tolmiei)
- Gråkronad gulhake (G. poliocephala)
- Sydlig gulhake (G. velata)
- Svartmaskad gulhake (G. aequinoctialis)
- Svarttyglad gulhake (G. auricularis)
- Kentuckyskogssångare (G. formosa)
- Lermagulhake (G. speciosa)
- Pedregalgulhake (G. nelsoni)
- Olivkronad gulhake (G. semiflava)
- Bahamagulhake (G. rostrata)
- Gulhake (G. trichas)
- Altamiragulhake (G. flavovelata)
- Californiagulhake (G. beldingi)